# George Edmundson
Samuel George Alan Edmundson (* 31. August 1997 in Wythenshawe) ist ein englischer Fußballspieler, der seit Anfang 2025 beim heimischen Zweitligisten FC Middlesbrough unter Vertrag steht.

## Karriere
George Edmundson wurde in Wythenshawe, einem Stadtteil von Manchester geboren. Seine Karriere begann er im zehn Kilometer entfernten Oldham bei den Athletics. Im Jahr 2015 unterschrieb er bei dem Verein seinen ersten Vertrag als Profi. Sein Debüt gab er im selben Jahr, am 1. September 2015 im Spiel der Football League Trophy gegen Shrewsbury Town das mit 1:0 gewonnen wurde. Der Innenverteidiger stand dabei in der Startelf. Im weiteren Verlauf der Saison 2015/16 kam Edmundsson zu zwei Einsätzen in der dritten Liga in England.
Von September 2016 bis Januar 2017 war Edmundson an Alfreton Town in die National League North verliehen. In acht Partien trat er für die Mannschaft an und konnte im Spiel gegen den FC Chorley als Abwehrspieler einen Doppelpack erzielen. Von Oktober 2017 bis Januar 2018 folgte eine Leihe von Edmundson an den AFC Fylde in die National League. In zehn Spielen blieb er dabei ohne Torerfolg. Nach seiner Rückkehr zu Oldham Athletic, das nur noch in der vierten Liga spielte, blieb er im ersten Jahr weiterhin Ergänzungsspieler. In der Saison 2018/19 konnte sich Edmundson einen Stammplatz erkämpfen. Zusammen mit dem erfahrenen Peter Clarke bildete er das Innenverteidigerduo bei den Latics. Edmundson wurde am Ende der Spielzeit in die Mannschaft des Jahres der League Two gewählt.
Im Juni 2019 wechselte er für eine Ablösesumme von ca. 700.000 £ zu den Glasgow Rangers nach Schottland und unterschrieb einen Vierjahresvertrag. Sein Debüt für die Rangers gab er im Europapokal beim 6:0-Sieg gegen den St Joseph’s FC aus Gibraltar. Ab Februar 2021 wurde Edmundson bis Saisonende an den heimischen Zweitligisten Derby County verliehen. Nach der Leihe wechselte er im Sommer 2021 fest zu Ipswich Town in die drittklassige EFL League One. Dort schaffte er zwei Jahre später den Aufstieg in die EFL Championship und anschließend den sofortigen Durchmarsch in die Premier League, wo er am 24. August 2024 bei der 1:4-Auswärtsniederlage gegen Manchester City sein Ligadebüt feierte. Ein paar Tage später gab ihn der Verein erst leihweise an den Zweitligisten FC Middlesbrough ab, bevor dieser ihn im Januar 2025 fest verpflichtete. 